# Tapinanthus
Tapinanthus es un género de arbustos  parásitos perteneciente a la familia de las lorantáceas. Incluye aproximadamente 280 especies.

## Taxonomía
El género fue descrito como «Loranthus» por (Blume) y reclasificado por Ludwig Reichenbach y publicado en Der Deutsche Botaniker Herbarienbuch [1]: 73. 1841.

## Especies
- Tapinanthus apodanthus
- Tapinanthus bangwensis
- Tapinanthus belvisii
- Tapinanthus buchneri
- Tapinanthus buntingii
- Tapinanthus buvumae
- Tapinanthus constrictiflorus
- Tapinanthus cordifolius
- Tapinanthus coronatus
- Tapinanthus dependens
- Tapinanthus erectotruncatus
- Tapinanthus erianthus
- Tapinanthus farmari
- Tapinanthus forbesii
- Tapinanthus glaucophyllus
- Tapinanthus globiferus
- Tapinanthus letouzeyi
- Tapinanthus longiflorus
- Tapinanthus malacophyllus
- Tapinanthus mechowii
- Tapinanthus mollissimus
- Tapinanthus ogowensis
- Tapinanthus oleifolius
- Tapinanthus ophiodes
- Tapinanthus pentagonia
- Tapinanthus praetexta
- Tapinanthus preussii
- Tapinanthus quequensis
- Tapinanthus rubromarginatus
- Tapinanthus sessilifolius